# عملية النمر 94
عملية النمر 94 كانت عملا عسكريا في صيف 1994 من قبل جيش جمهورية البوسنة والهرسك ضد منطقة الحكم الذاتي البوسنية مقاطعة غرب البوسنة المستقلة وزعيمها فكرت عبديتش وداعموه جيش جمهورية كرايينا الصربية وجيش جمهورية صرب البوسنة. حققت المعركة نجاحا كبيرا لجيش جمهورية البوسنة والهرسك التي كانت قادرة على هزيمة قوات عبديتش واحتلال أراضي مقاطعة غرب البوسنة المستقلة. تمكن فكرت عبديتش من استعادة المنطقة في ديسمبر 1994 في عملية العنكبوت.

## الخلفية
شهدت أوائل التسعينيات وجود جيب «مسلم» غربي تحت سيطرة قوات الحكومة البوسنية بقيادة قائد جيش جمهورية البوسنة والهرسك عاطف دوداكوفيتش. كانت المنطقة محظوظة لأنه حتى مع وجود بعض السكان الكرواتيين في الجنوب الغربي فقد تمكنت من تجنب القتال الضروس بين قوات مجلس الدفاع الكرواتي المتحالف فيما مضى وقوات جيش جمهورية البوسنة والهرسك البوسنية الحكومية التي ابتليت بها وسط البوسنة. ومع ذلك كان هذا هو الشيء الوحيد الذي كان لصالحه الجيب الغربي.
بالإضافة إلى كونها محاصرة بالكامل من قبل القوات الصربية بوجود جمهورية كرايينا الصربية في الغرب وجمهورية صرب البوسنة في الشرق كان على قوات الجيب الغربية أن تتعامل مع مقاطعة الحكم الذاتي في غرب البوسنة وزعيمها فكرت عبديتش.

### مقاطعة غرب البوسنة المستقلة
كانت مقاطعة غرب البوسنة المستقلة المتمتعة بالحكم الذاتي كيانا مستقلا بحكم الواقع كان موجودا في الجيب الغربي للبوسنة والهرسك الحالية بين عامي 1993 و 1995 وعاصمتها فليكا كلادوشا. في عام 1993 قرر فكرت عبديتش الذي كان رئيسا لشركة أغروكوميرتش إنشاء دولة صغيرة لنفسه ونجح في تجنيد عدد كاف من المتابعين لجعل حلمه حقيقة. كان عبديتش قادرا على السيطرة على دولته الصغيرة باستخدام تقنيات الدعاية الشبيهة بالعبادة على أتباعه والأسلحة الصربية والتدريب العسكري. ورد أن السكان المحليين في فيليكا كلادوشا يعاملون عبديتش بإشارة مفرطة و «كانوا على استعداد لفعل ما قاله».

### الفيلق الخامس
على الرغم من أنها كانت محاطة بالكامل بالقوات الصربية وتعرضت باستمرار لمضايقات من قبل أتباع عبديتش إلا أن الجيب الغربي المحمي من قبل الفيلق الخامس لجيش جمهورية البوسنة والهرسك (خمسة ألوية مشاة قوية) كان قادرا على الصمود وتحقيق بعض النجاح جزئيا بفضل قيادة عاطف دوداكوفيتش. بحلول صيف عام 1994 كان دوداكوفيتش قد طور خطة على أمل القضاء على مقاطعة الحكم الذاتي في غرب البوسنة.

## الخطة السرية
تم وضع الخطة من قبل دوداكوفيتش وقائد اللواء 502 للفيلق الخامس حمدييا عبديتش المعروف باسم «النمر» (لا علاقة له بفكرت عبديتش). في سرية تامة اقترب حمدييا من فكرت عبديتش كقائد عسكري غير راض على استعداد لبيع خدماته وخيانته له بالسعر المناسب. شكك فكرت عبديتش لكنه قرر المخاطرة وأعطى حمدييا مبلغا كبيرا من المال ووعد بأنه في حالة اندلاع القتال فسوف يدعم محاولة الانقلاب التي قام بها حمدييا. وأبلغ حمدييا دوداكوفيتش على الفور الذي أمر بحبس جميع عمال الإغاثة في أماكن مغلقة وبإشعال الحرائق الكبيرة باستخدام أكوام الإطارات لخلق الوهم بإحراق المباني. ثم طلب دوداكوفيتش من قواته إطلاق النار في الهواء كما لو كانوا يقاتلون عدوا غير مرئي.
رأى فكرت عبديتش وداعموه الصرب وهم يشاهدون من بعيد الدخان وسمعوا إطلاق النار أثناء استماعهم لعمال الإغاثة المهتاجين وهم يصرخون عبر قنواتهم الإذاعية من أجل إخراجهم من مكان الحادث. بافتراض أنهم كانوا يشهدون انقلابا عسكريا قيد التقدم أرسلوا على الفور أفضل ما لديهم من أسلحة وقوات وضباط لدعم حمدييا عبديتش. تم استدراج عبديتش إلى الفخ وتمكن دوداكوفيتش والفيلق الخامس الموالي له من إجبار قواته على الاستسلام السريع والاستيلاء على أسلحته. غضب جيش جمهورية صرب البوسنة وجيش جمهورية كرايينا الصربية من فكرت عبديتش وما تبقى من قواته المحبطة الذي كان يواجه هجوما من قبل الفيلق الخامس المعزز لدوداكوفيتش. تم توجيههم بسرعة.

## إفادة العقيد باتريك باريوت
س: أخبرني في كرايينا وقت النزاع بين القوات المسلمة في جيب بيهاتش حسب المعلومات المتوفرة لدي هل صحيح أنه كان هناك 40.000 لاجئ مسلم في كرايينا؟
ج: نعم. أستطيع أن أؤكد الأرقام. حدث هذا في صيف 1994. كان الفيلق الخامس من جيش جمهورية البوسنة والهرسك في جيب بيهاتش بقيادة الجنرال عاطف دوداكوفيتش وشن هجوما لا سيما في منطقة فيليكا كلادوشا وطرد ما يصل إلى 40.000 مسلم كانوا أوفياء لفكرت عبديتش. تم طرد هؤلاء المسلمين البالغ عددهم 40.000 نحو منطقة كرايينا وتم نقلهم إلى معسكرين قمت بزيارتهم شخصيا مع أشخاص من المفوضية السامية للأمم المتحدة لشؤون اللاجئين. كان برتراند دوباسكوييه مسؤولا مسؤولا في ذلك الوقت. تم وضع هؤلاء 40.000 شخص في مخيمات باتنوغا وطوران حيث تم الاعتناء بهم بإنسانية من قبل السكان المحليين في كرايينا. يقوم السكان المحليون بإطعامهم ويعتنون بهم أيضا من الناحية الطبية إذا كانوا مصابين أو إذا كانوا مرضى أو إذا كانوا نساء على وشك الولادة. لذلك اجتمع كل هؤلاء المسلمين في باتنوغا وتوران وتم الاعتناء بهم في مستشفى يلينا بتفان تام. تم إعطاؤهم إمدادات الدم. لقد تم مساعدتهم دون أي نوع من التمييز. وفي كثير من الأحيان كانت الأدوية والإمدادات القليلة التي كانت موجودة في مستشفى يلينا تعطى للسكان المسلمين.
س: هؤلاء اللاجئون 40.000 مسلم الذين جاءوا إلى كرايينا هل كان من الممكن أن يذهبوا إلى كرواتيا أو إلى أي مكان آخر؟
ج: لا. كان من المستحيل عليهم الخروج والبحث عن مأوى في كرايينا أو في أي مكان آخر. كانت الفتحة الوحيدة أمامهم أو الإمكانية الوحيدة التي أتيحت لهم فيما بعد هي العودة إلى جيب بيهاتش في أوائل عام 1995. وفي جيب بيهاتش بالتحديد ذُبِح عدد كبير منهم خلال عملية العاصفة على يد الفيلق الخامس لجيش جمهورية البوسنة والهرسك ولكن أيضا من قبل القوات الكرواتية التي تسللت إلى البوسنة والهرسك وفي غرب البوسنة.
س: هل هذا يعني أنه كان هناك ازدواجية في المعايير فيما يتعلق بمعاملة السكان المسلمين أنفسهم؟ أولئك الذين كانوا إلى جانب علي عزت بيغوفيتش حصلوا على الدعم بينما أولئك الذين كانوا إلى جانب فكرت عبديتش تعرضوا لجميع أنواع الاضطهاد والدمار وما شابه؟
ج: أنا آسف لم أفهم سؤالك تماما.
س. هل يعني ذلك أن المسلمين الذين وقفوا إلى جانب فكرت عبديتش بمن فيهم 40.000 لاجئ مطرود كانوا عمليا ضحايا اضطهاد من قبل القوات المسلمة والكرواتية؟
ج: نعم تماما. في عام 1994 كان من الواضح أن السلطة المركزية في سراييفو وجيش عزت بيغوفيتش كانا يحاولان كل ما هو ممكن للقضاء على فكرت عبديتش وطرد جميع المسلمين الموجودين في جيب بيهاتش الموالين للأخير. لذلك تم الكشف عنهم وكانوا ضحايا للسلطة المركزية في سراييفو كما وقعوا فريسة للقوات الكرواتية التي كانت عازمة على إزالة أي نوع من الدعم لصرب كرايينا بدعم من المسلمين الذين كانوا في جيب بيهاتش.
س: وماذا عن سلطات جمهورية كرايينا الصربية؟ هل كان واضحا لهم أنه نظرا لأنه لم يكن لدى هؤلاء المسلمين مكان يذهبون إليه فإن عددا كبيرا من هؤلاء الأشخاص يمكنهم البقاء في كرايينا إلى الأبد؟
ج: نعم. من وجهة نظري لم تكن هناك مشكلة على الإطلاق فيما يتعلق بقبول المسلمين في جمهورية كرايينا لأنه حتى قبل إنشاء الفيلق الخامس في جيب بيهاتش كان من الواضح وكان متكررا أن المسلمين سيأتون من فيليكا كلادوشا من تلك المنطقة باتجاه يلينا حيث تم الاعتناء بهم ويمكنهم البقاء بأمان في تلك المنطقة وكذلك في بانوفينا.

## فيما بعد
تمكن فكرت عبديتش من استعادة المنطقة في ديسمبر 1994 في عملية العنكبوت. تم تغيير اسمها إلى «جمهورية البوسنة الغربية» في عام 1995.
نتيجة لعملية العاصفة عام 1995 تم حل جمهورية البوسنة الغربية وهُزمت قواتها وتم دمج أراضيها في اتحاد البوسنة والهرسك (كانتون يونا-سانا الحالية).
تم القبض على فكرت عبديتش وبعد الحرب أدين بارتكاب جرائم حرب ضد المدنيين البوشناق الذين ظلوا موالين لجمهورية البوسنة والهرسك. اتهمته حكومة البوسنة والهرسك بقتل 121 مدنيا وثلاثة أسرى حرب وإصابة 400 مدني في منطقة بيهاتش. ورفضت كرواتيا التي لجأ إليها تسليمه لكنه حوكم هناك. في عام 2002 حكم عليه بالسجن لمدة 20 عاما لارتكابه جرائم حرب في منطقة «جيب بيهاتش». في عام 2005 خففت المحكمة الكرواتية العليا العقوبة إلى 15 عاما.
الهجمات المضادة الرئيسية الأخرى التي شنتها القوات الكرواتية والبوسنية في غرب البوسنة شملت العملية الكرواتية ميسترال 2 (سبتمبر 1995) وعملية سانا (أكتوبر 1995). تم إنهاء المزيد من الهجمات بتوقيع اتفاقية دايتون ويرجع الفضل في ذلك إلى حد كبير إلى ضغوط تلك العمليات وقصف الناتو لصرب البوسنة والهرسك.
فر السكان الصرب في تلك المناطق من كرواتيا والبوسنة والهرسك شرقا إلى بانيا لوكا وحتى فويفودينا وكوسوفو. وقدرت الأمم المتحدة أن هناك ما يتراوح بين 150 و200 ألف لاجئ من كرواتيا وحدها. عدد اللاجئين من غرب البوسنة غير معروف.